# アンジャンガーオン

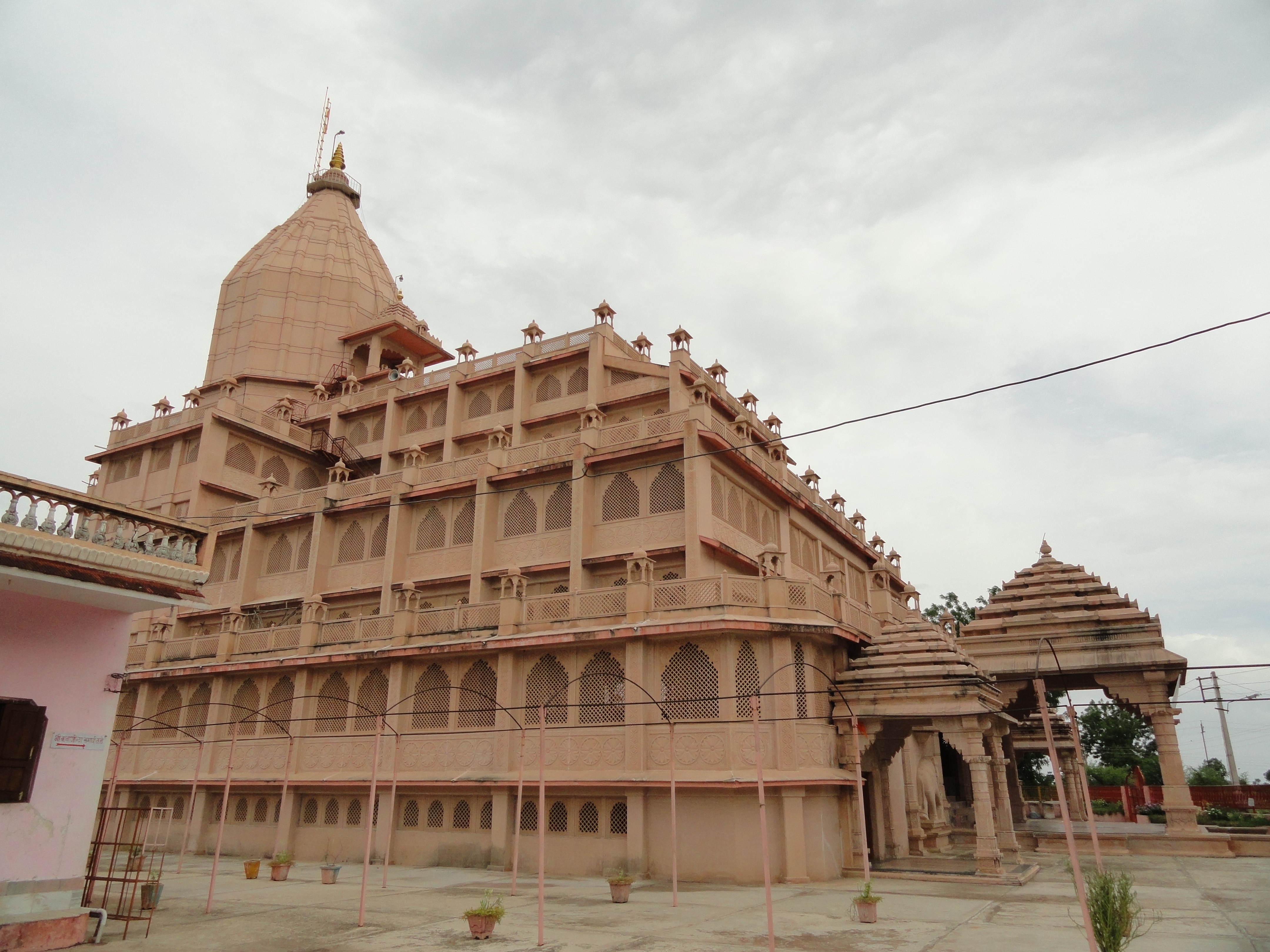
アンジャンガーオンのグラーブ・バーバー・アーシュラム

アンジャンガーオン（マラーティー語：अंजनगाव, 英語：Anjangaon）は、インドのマハーラーシュトラ州、アムラーワティー県の都市。双子都市としてスールジーが存在することから、スールジー・アンジャンガーオン、アンジャンガーオン・スールジーとも呼ばれる。

## 歴史
この都市は16世紀のアーイーネ・アクバリーにもその存在が記されている。その中ではベラールの46のマハールとされ、その歳入は320万ルピーであった。
18世紀にはヴィトージー・ナーラーヤンという人物がこの地のワタンダールとなっている。
1803年12月、第二次マラーター戦争で敗北したシンディア家はこの地でイギリスと講和条約を結んだ（スールジー・アンジャンガーオン条約）。